# 우크라이나의 지리

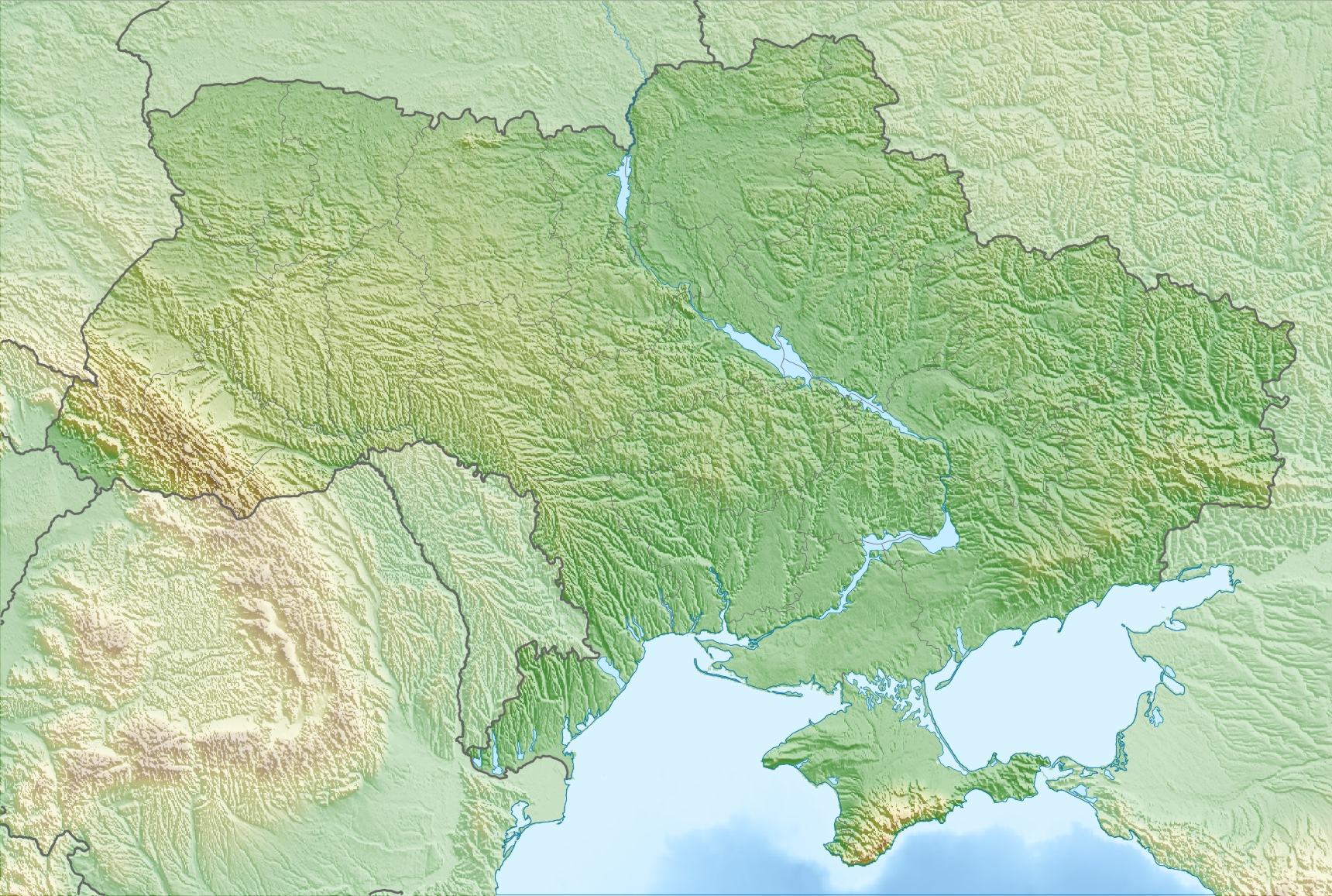
우크라이나의 지형도

우크라이나의 지리는 동유럽 평원의 일부를 이루는 거대한 흑토 지대를 특징으로 한다. 국토 면적은 60,3500 ㎢로 영토 면적 크기 순으로 46위이며 유럽에서 러시아 다음 가는 크기이다.
국토 중앙으로 드니프로강이 남북으로 흐르며 중류에 우크라이나의 수도인 키이우가 자리잡고 있다. 우크라이나의 국토 가운데 95%가 평지이고, 85%가 경작 가능한 땅으로 이 가운데 60% 가 흑토 지대이다. 이 때문에 우크라이나는 세계의 중요한 곡물 생산 지역 가운데 하나로 "유럽의 곡창"이라 불린다.
1억5천만 년 전 무렵 형성된 우크라이나 순상지는 우크라이나에서 가장 오래된 지질로 오랜 세월 복합적인 단층이 발달하여 여러 지구(地溝)와 지루(地壘)를 형성하고 있다. 그 위로 올리고세에 이르는 여러 지층이 두텁게 누적되어 있다.
우크라이나의 남서부에는 알프스-히말라야 조산대의 일부인 카르파티아산맥이 놓여 있으며 우크라이나에서 가장 높은 지점은 호베를라산으로 높이 2,061 m이다.
중위도에 내륙에 위치한 우크라이나는 4 계절의 변화가 있다. 흑해 연안 일부는 온대 습윤 기후를 보이지만 크림반도를 포함한 남부 지역은 한랭 스텝 기후를, 그 외 지역은 냉대 습윤 기후를 보인다. 연간 평균 기온은 7-9 °C이고 12월에서 3월까지 겨울 평균 기온은 - 4.8 °C ~ 2 °C, 5월에서 8월까지 여름 평균 기온은 18°C ~  22°C이다. 강우는 6 - 7월에 조금 더 많다.
우크라이나의 주요 천연 자원으로는 리튬, 천연 가스, 고령석, 목재 등이 있다.
옛 소련 시기 있었던 체르노빌 원전 사고 때문에 체르노빌 일대는 여전히 사람이 살기에 부적절하다.

## 지리적 위치
우크라이나는 만주에서 몰도바까지 유라시아를 관통하는 유라시아 스텝의 서부에 위치해 있다. 유라시아 스텝은 오랜 세월 동안 초원길, 비단길과 같은 동서양 교역로의 역할을 해 왔고, 우크라이나의 역사 역시 스키타이 문화 시기부터 동서양 양쪽과 교류하며 형성되어 왔다.
우크라이나의 국경은 6,993 km로 북쪽의 벨라루스와 맞닿은 구간이 891 km, 동쪽의 헝가리와 103 km, 몰도바와 939 km, 폴란드와 428 km, 루마니아와 169 km, 동쪽의 러시아와 1,974 km, 슬로바키아와 90 km를 맞대고 있다. 국경 가운데 3,783 km는 해안선이다.

## 지형

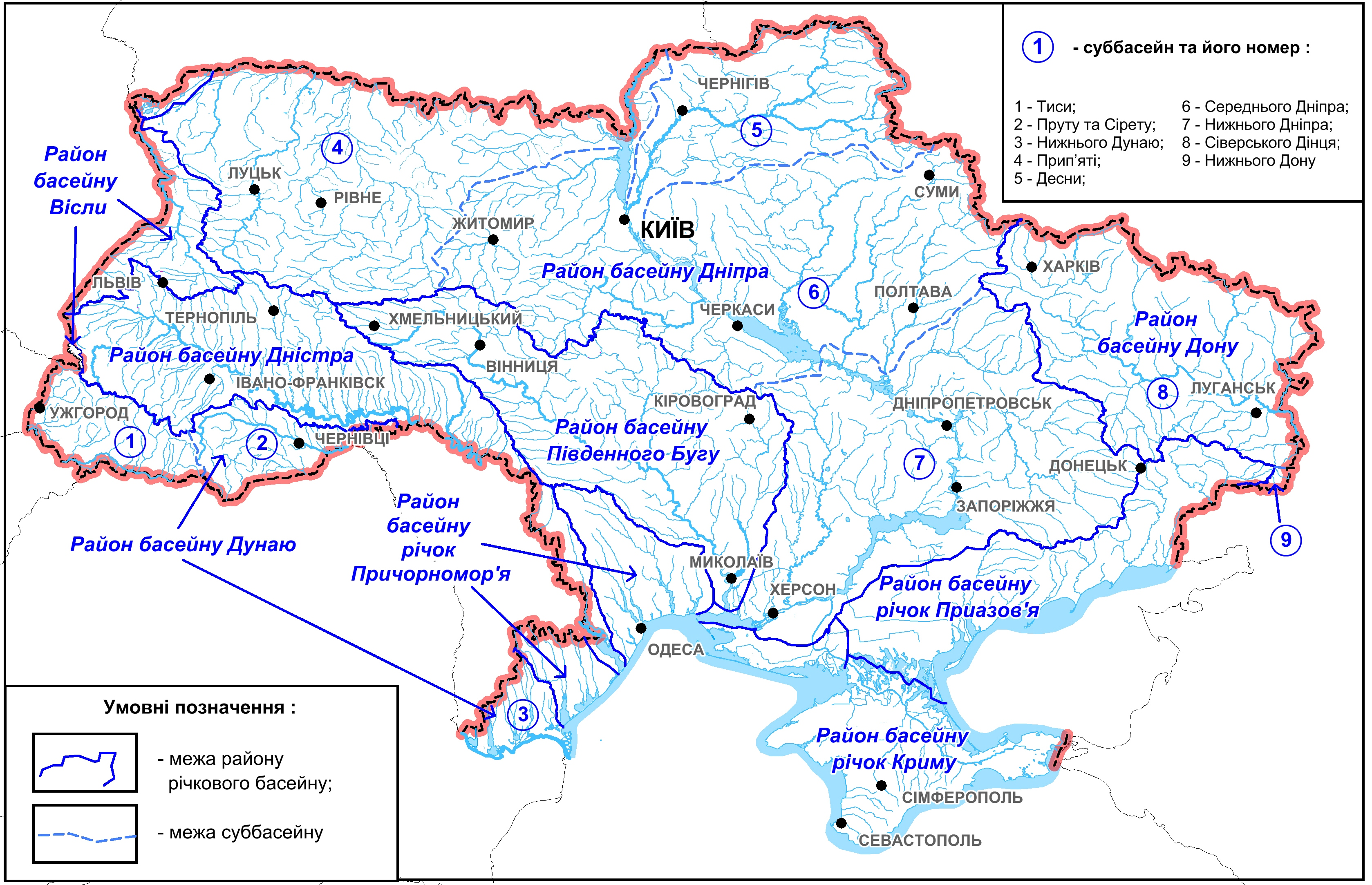
우크라이나의 수계

우크라이나는 동유럽 평원의 일부로 국토의 95%가 평지이다. 국토의 평균 고도는 해발 175 미터로 비교적 저지대에 속한다. 이로 인해 우크라이나 대부분의 지역은 스텝을 이루고 있다. 우크라이나의 산지로 남서부에 카르파티아산맥이 있으며 가장 높은 곳은 호베를라산 정상으로 2,061 m이다. 크림반도 남부에 크림산맥이 있다.
우크라이나 평원의 대부분에는 두터운 부식토로 이루어진 흑토인 초르노젬이 덮여 있다. 초르노젬은 각종 영양분이 풍부한 비옥한 토지로 농업생산량이 높다. 우크라이나의 흑토 지대는 우랄산맥 서부에서 동유럽에 이르기까지 분포되어 있는 초르노젬 가운데 30%를 차지한다. 농업 생산성이 큰 흑토 자체를 자원으로 삼고자 하는 시도가 이어지고 있지만 우크라이나 국회는 외국 자본의 농경지 투자와 흑토 판매를 금지하였다.
국토의 중앙을 드니프로강이 남북으로 흐른다.  우크라이나의 주요 강은 아래와 같다.
- 드니프로강
- 남부크강
- 드네스트르강
- 시베르스키도네츠강
- 데스나강

## 기후

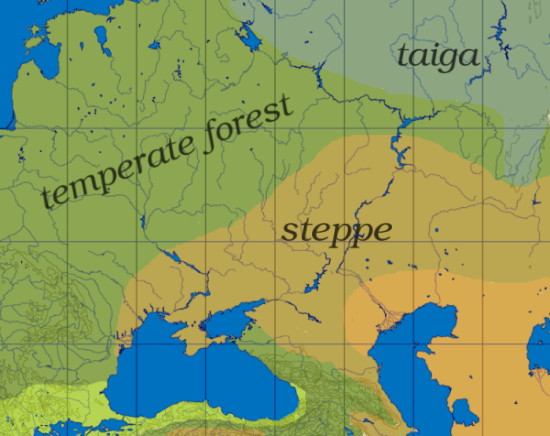
동유럽의 식생대. 폴란드에서 슬로바키아에 이르는 온대 산림과 러시아 내부의 타이가 사이에 우크라이나를 포함한 스텝이 자리잡고 있다.

우크라이나의 대부분은 스텝 기후에 속한다. 흑해 연안 일부는 온대 습윤 기후를 보이지만 크림반도를 포함한 남부 지역은 한랭 스텝 기후를, 그 외 지역은 냉대 습윤 기후를 보인다.
| 지역     | 7월(°C) | 1월 (°C) |
| -------- | ------- | -------- |
| 키이우   | 25/16   | -2/-9    |
| 하르키우 | 26/16   | -2/-7    |
| 드니프로 | 28/18   | 0/−5     |
| 오데사   | 27/18   | 2/−2     |
| 도네츠크 | 27/16   | –1/–6    |
| 자포리자 | 28/16   | –0/−5    |
| 르비우   | 24/13   | -1/-8    |

비는 6월과 7월에 조금 더 많이 오지만 충분하지 않아 농업에 어려움이 있다. 기후 변화로 여름철 강우량이 줄어들고 있고. 세계은행은 우크라이나를 기후 변화 영향이 큰 국가 가운데 하나로 지목하고 있다. 강수량이 가장 많은 지역은 카르파티아 산맥 동부로 연평균 1,600 mm이고, 수도 키예프의 연평균 강수량은 615mm이다. 강수량이 가장 적은 곳은 남동부의  흑해 연안으로 연평균 300mm 정도이다. 눈은 보통 11월 말부터 내린다.

## 자원
우크라이나의 주요 천연 자원 가운데 하나는 리튬이다. 우크라이나 동부에 풍부하게 매장되어 있는 리튬은 아직 개발전 단계로 중국을 비롯한 여러 나라가 개발 의사를 보이고 있으나 최근 2022년 러시아의 우크라이나 침공으로 자원 개발의 향방이 불투명하게 되었다. 이외에 주요 매장 자원으로 철광석, 망간, 티타늄, 니켈, 흑연 등이 있으며 세계적인 매장량을 보인다. 석탄 매장량은 456억 톤, 철광석 259억
톤, 망간 23억 톤 가량이다.
유럽 최대의 천연 가스 생산국은 러시아로 우크라이나 역시 가스 수요의 대부분을 러시아에 의존하여 왔다. 그러나 2008년 러시아의 크림반도 합병을 전후로 러시아와 갈등이 격화되면서 자체적인 가스 개발 사업을 벌여왔다. 2007년 기준 우크라이나의 천연가스 매장량은 1082억 ㎥로 평가되었다. 러시아와 유럽을 잇는 가스관의 상당수가 우크라이나를 지나는 상황에서 우크라이나의 자체적인 가스 개발은 러시아와 갈등 요인이 되었다.

## 농지 이용

우크라이나의 국기는 밀밭이 펼쳐진 평원과 하늘을 나타낸다.

우크라이나 흑토 지대는 "유럽의 곡창"으로 불린다. 우크라이나의 농지는 41,557,6000 ha로 전체 국토의 70%에 달한다. 2012년 기준 우크라이나의 농업 생산량은 곡물 46,216 톤, 사탕무 18,439 톤, 해바라기 8,387 톤이다. 재배되는 곡물의 상당량이 수출되며 2010년 기준 곡물 수출액은 24억 6,700만 미국 달러이었다. 곡물 가운데 가장 많은 재배량은 보이는 것은 밀로 전체 곡물 재배량 가운데 약 절반이 밀이다. 2022년 러시아의 침공으로 농업 생산에 차질을 빚으면서 우크라이나는 곡물 수출 허가제를 도입하였다. 이에 따라 세계적인 밀가루 가격 상승이 일어났다.